# باد روتنفلس
باد روتنفلس (به آلمانی: Bad Rotenfels) یک منطقهٔ مسکونی در آلمان است که در گاگناو واقع شده‌است.